# Pop-Tarts

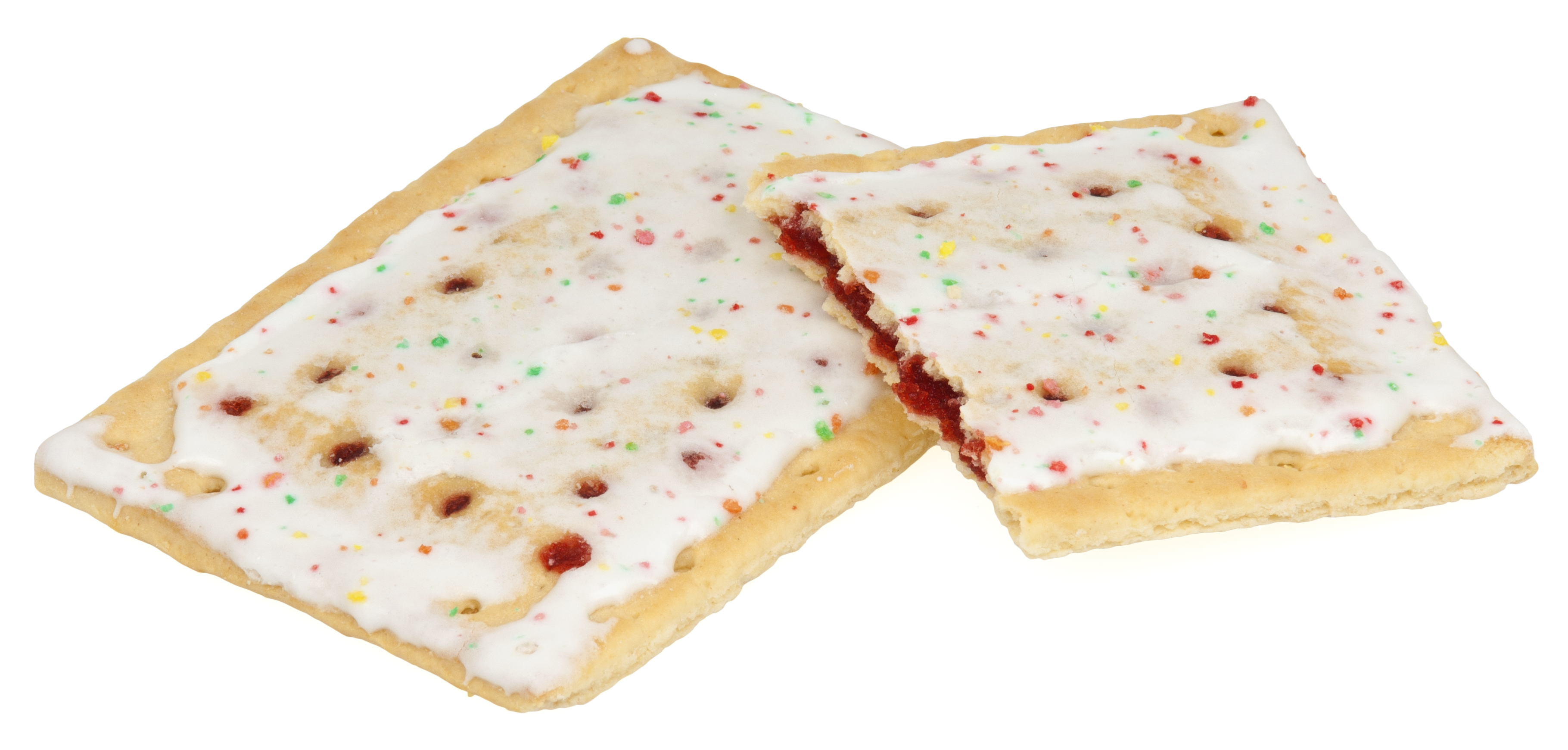
Pop-Tarts

Pop-Tarts – prostokątne ciastka, produkowane przez Kellogg Company. Przeznaczone do podgrzewania w tosterze. Dostępne w różnych smakach, z różnymi nadzieniami (często dżemem) i polewami (z reguły lukrem lub czekoladą). Sprzedawane w USA, Kanadzie, a także Wielkiej Brytanii i Irlandii. Od 2020 roku dostępne w Polsce poprzez sieć sklepów Dealz.